# Jüdischer Friedhof (Veisiejai)
Koordinaten: 54° 5′ 57″ N, 23° 41′ 58,5″ O

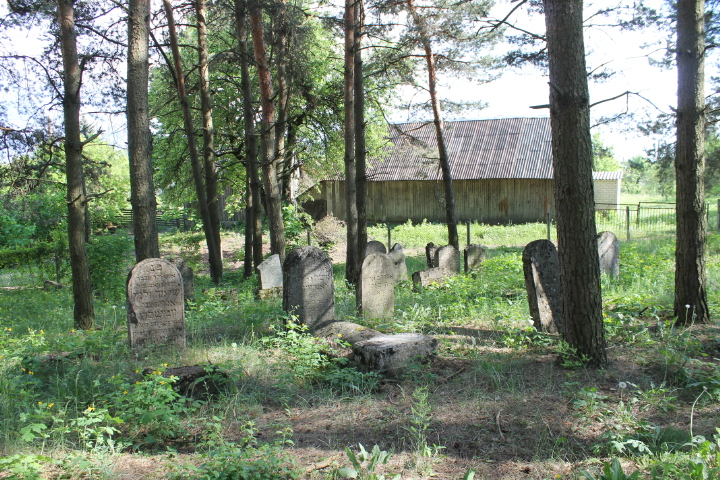
Jüdischer Friedhof Veisiejai (2016)

Der jüdische Friedhof Veisiejai liegt in Veisiejai, einer Stadt in der Rajongemeinde Lazdijai im Bezirk Alytus im äußersten Südwesten Litauens. Der jüdische Friedhof befindet sich im Stadtzentrum.